# Jargão
Jargão é uma terminologia técnica ou socioleto comum a uma atividade ou grupo específico, comumente usada em grupos profissionais ou socioculturais. Por exemplo, para os advogados peticionar significa o que os leigos conhecem por entrar com a ação ou pedir para o juiz.
Pode dizer que são "gírias" usadas especifica e limitadamente por grupos de profissionais de um mesmo meio: professores, advogados, veterinários, médicos, militares, agentes prisionais, etc.
O jargão profissional é um jargão caracterizado pela utilização restrita a um círculo profissional, ou seja, um conjunto de termos específicos usados entre pessoas que compartilham a mesma profissão. O jargão profissional não deve ser confundido com a gíria nem com linguagem técnica, embora às vezes sejam usados ao mesmo tempo pelas mesmas pessoas.
São exemplos de jargões profissionais o chamado "juridiquês" (dos profissionais de carreira jurídica), o "economês" (dos profissionais de Economia e jornalistas especializados em Economia e mercado) e o uso do gerundismo por profissionais de telemarketing e vendas, bem como o uso errôneo do verbo seguir em lugar de continuar, por influência de espanhol mal traduzido ao português (F. segue internado; G. segue respirando com a ajuda de aparelhos; Segue chovendo; O trânsito segue parado).
Marketês, típico dos profissionais ditos "de marketing", relacionados ao desempenho de função como assessores de campanhas políticas que, dentre outros, atendem pela alcunha de "marketeiros".
2º clichê é o jargão utilizado quando da segunda impressão da mesma Edição de um periódico, seriado ou não, como, por exemplo, jornais e livros.